# Leutaschklamm

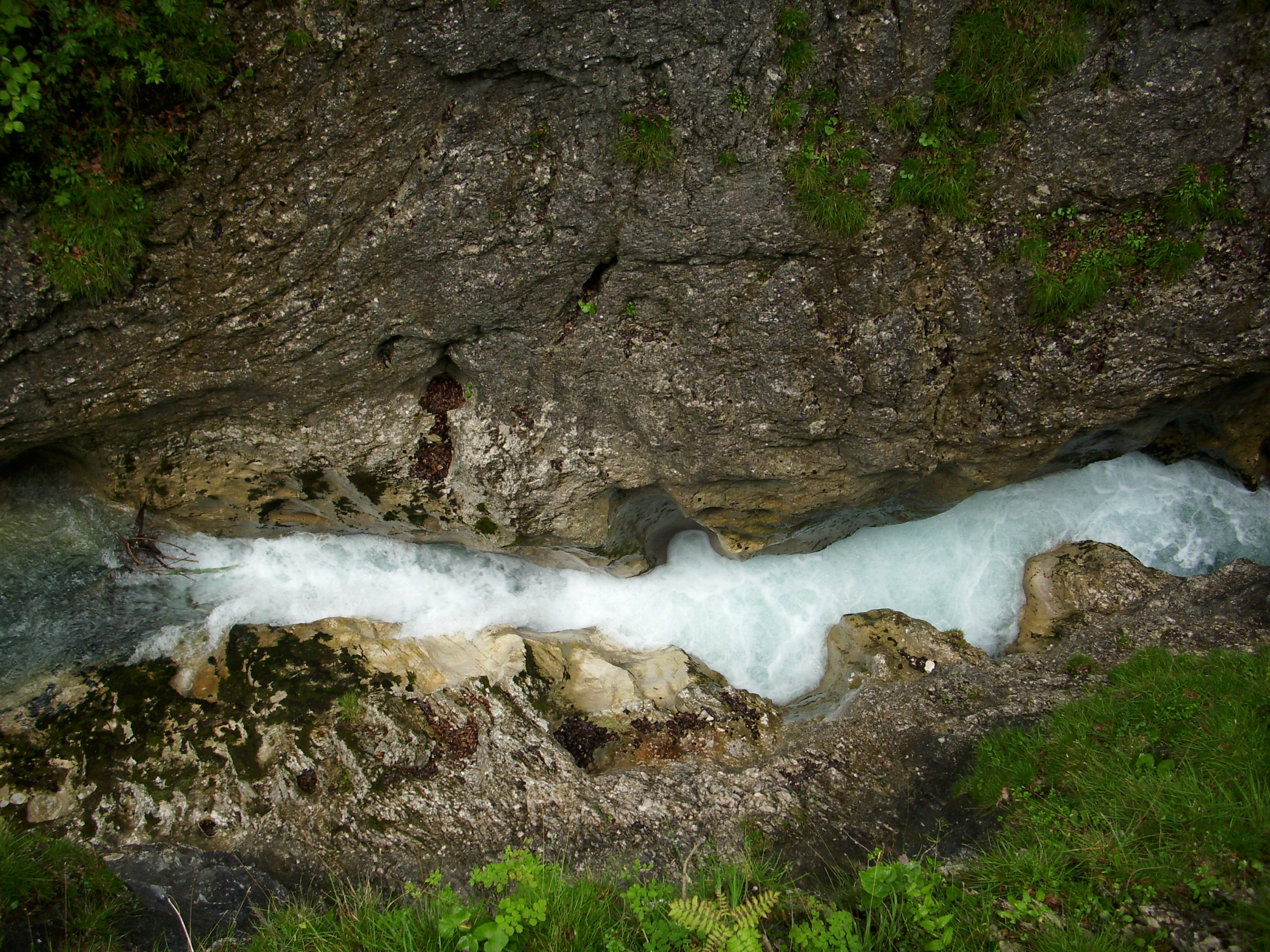
Leutaschklamm

Die Leutaschklamm, auch Leutascher Geisterklamm, ist eine Klamm bei Mittenwald und Unterleutasch im bayerisch-tirolischen Grenzgebiet, durch die die Leutascher Ache fließt.

## Geschichte
Bereits 1880 wurde die Leutaschklamm bis zum 23 Meter hohen Wasserfall teilweise erschlossen. Damit war sie die erste erschlossene Klamm im Wettersteingebirge. Durch Hochwasser wurden die nahe dem Bach angelegten Stege immer wieder zerstört.
Die komplette Klamm wurde erst 2006 touristisch erschlossen. Dafür wurden in einem 1,4 Millionen Euro teuren von der EU geförderten deutsch-österreichischen Projekt Stahlsteige und Brücken auf einer Länge von 970 Metern montiert. Mit 1650 Meter Länge ist sie die längste erschlossene Klamm der östlichen Kalkalpen. Die Eröffnung des Steiges fand am 24. Mai 2006 statt.

## Steige und Vermarktung
Die Klamm ist als familienfreundliches Freizeiterlebnis gestaltet und wird unter der Bezeichnung „Geisterklamm“ mit „Koboldpfad“ vermarktet. An 40 Punkten dieses 1,9 Kilometer langen Rundwegs werden Informationen zu Mythen, Geologie, Flora und Fauna der Umgebung angeboten, animiert mit einem Geist mit blinkenden Augen und Klangspielen.
Der Wasserfallsteig führt vom Klammausgang im Gebiet von Mittenwald mit einem Gehbelag aus Holzbrettern 200 Meter weit flussauf bis zu einem 23 Meter hohen Wasserfall. Nur für diesen Steig zahlen Besucher Eintrittsgeld. Diese Route verläuft nur wenige Meter über dem fließenden Wasser und folgt in etwa der ersten Wegerschließung in die Klamm von vor 1895.
Eine weitere Route ist der Klammgeistweg.
Die Leutaschklamm ist grundsätzlich ganzjährig geöffnet,  jedoch bei starkem Schneefall gesperrt. Das Begehen ist kostenfrei; nur der Weg zum Wasserfall kostet Eintritt.

## Geotop
Die Klamm ist vom Bayerischen Landesamt für Umwelt als wertvolles Geotop (Geotop-Nummer: 180R035) ausgewiesen.

## Unfall
Am 7. Juli 2007 löste sich oberhalb des Steigs ein mehrere hundert Kilogramm schwerer Felsbrocken, stürzte auf den Stahlsteg und beschädigte diesen. Personen kamen nicht zu Schaden. Aufgrund der folgenden Reparaturarbeiten war die Klamm zwei Wochen lang gesperrt.

## Wasserkraftnutzung
Ehemals wurde von der Tiwag ein Wasserkraftwerk im Raum der Klamm betrieben. Mit Stand 2024 steht es still. Ein Privater ist interessiert, das Kraftwerk zu revitalisieren. Im Widerstreitverfahren am Landesverwaltungsgericht Tirol wurde im Januar 2025 den Gemeindewerken Garmisch-Partenkirchen in Bayern, ein Zusammenschluss mehrerer Gemeinden mit regionalen bayerischen Energieversorgungsunternehmen, der Vorzug gegeben. Sie wollen das Wasser aus der Geisterklamm über Druckleitungen nach Mittenwald, Bayern ableiten. Begründet wurde die Entscheidung mit der Möglichkeit, durch diese Kraftwerksvariante mehr als zehnmal so viel elektrische Leistung zu gewinnen. Für das bayerische Projekt fehlen noch die wasser- sowie die naturschutzrechtliche Genehmigung.

## Ederkanzel
Die auf dem Bergrücken westlich oberhalb der Leutaschklamm gelegene Gaststätte Ederkanzel (1208 m) weist eine geopolitische Besonderheit auf. Während der Gastraum mit den Toiletten in Deutschland liegt, liegt die ebenfalls bewirtete Terrasse der Gaststätte in Österreich. Der offizielle Grenzstein, der den Grenzverlauf markiert, befindet sich genau neben der Terrassentür an der Außenwand des Gebäudes. Die auf der Terrasse ausgeschenkten Getränke und Speisen werden aber, in Absprache zwischen den beiden zuständigen Finanzämtern in Garmisch-Partenkirchen und Innsbruck, nach deutschem Steuerrecht, das heißt, mit dem deutschen Mehrwertsteuersatz belegt.

## Abbildungen

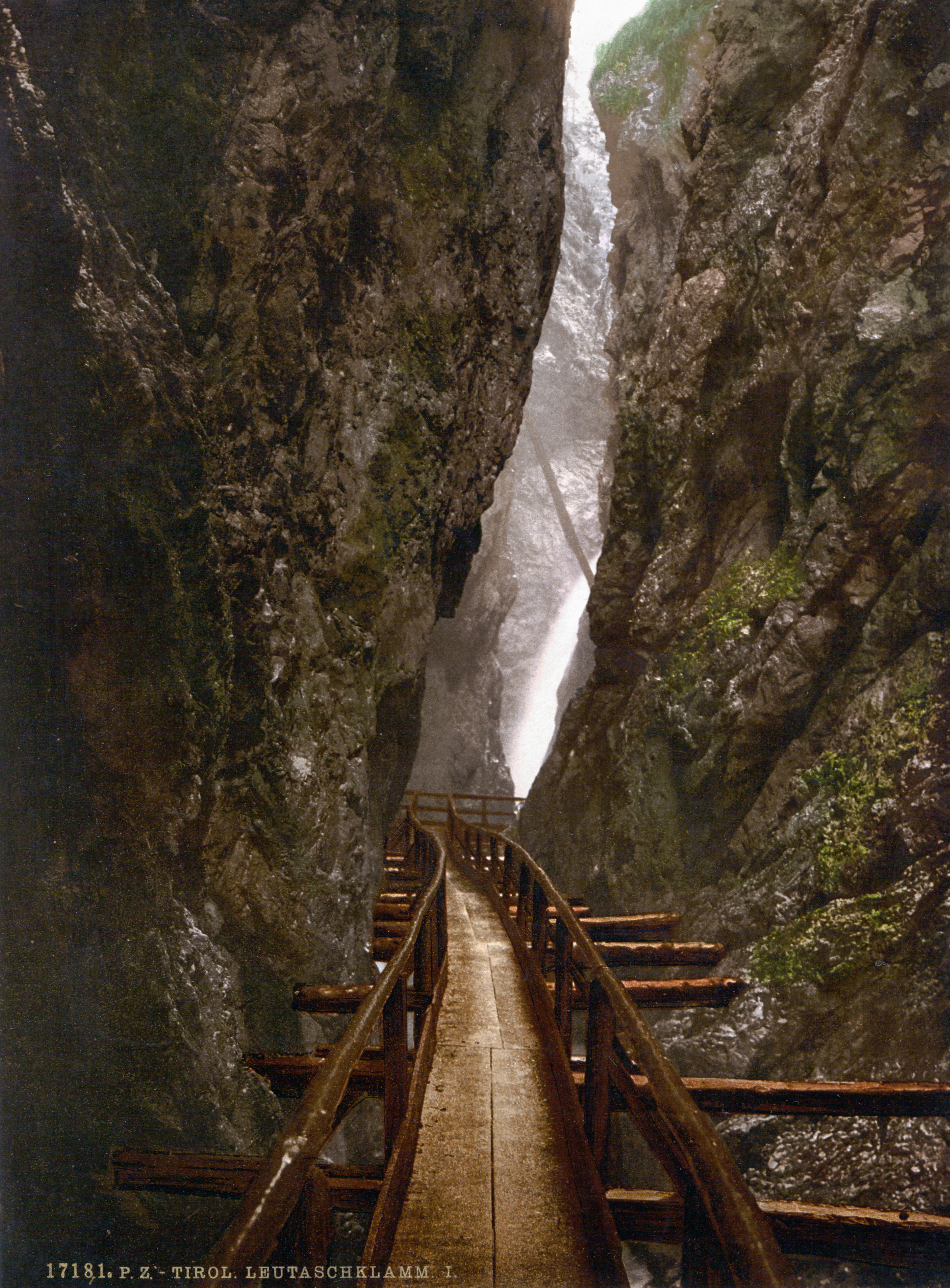
Leutaschklamm um 1900
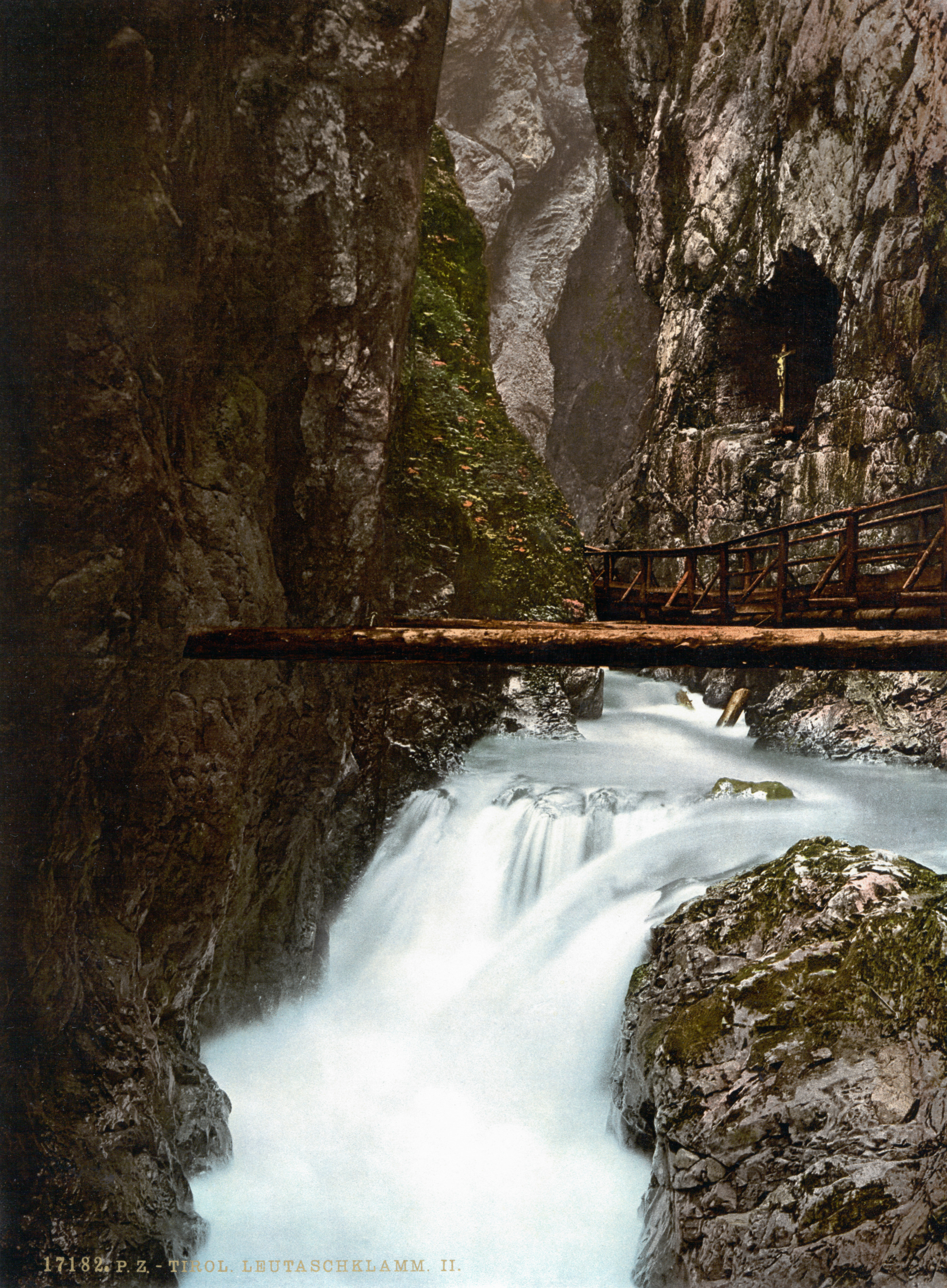
Leutaschklamm um 1900 (Bild 2)
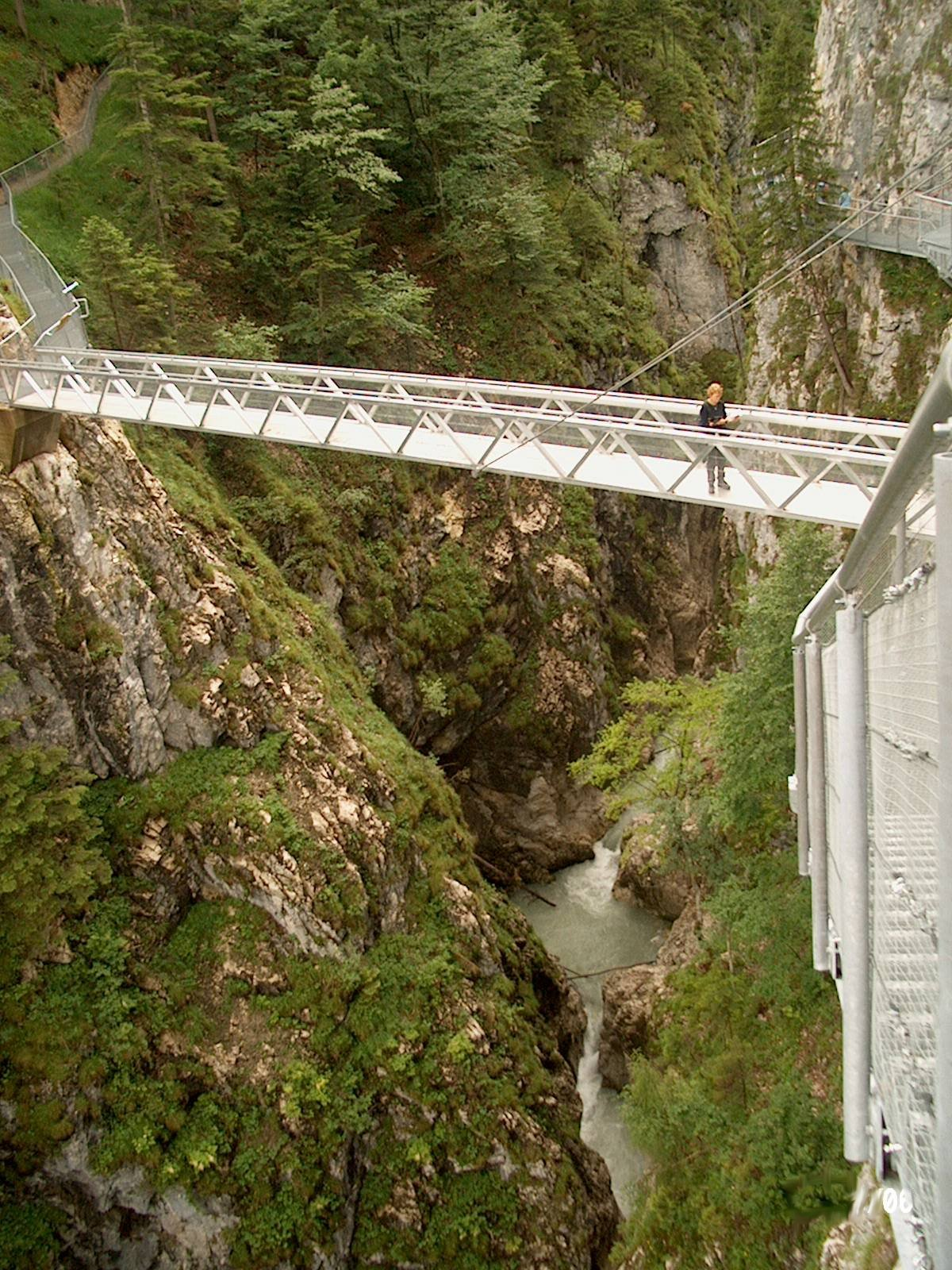
Panoramabrücke; Metallfachwerk, Schrägseilpaar nach rechts oben über die Klamm (Blick flussauf, 2006)
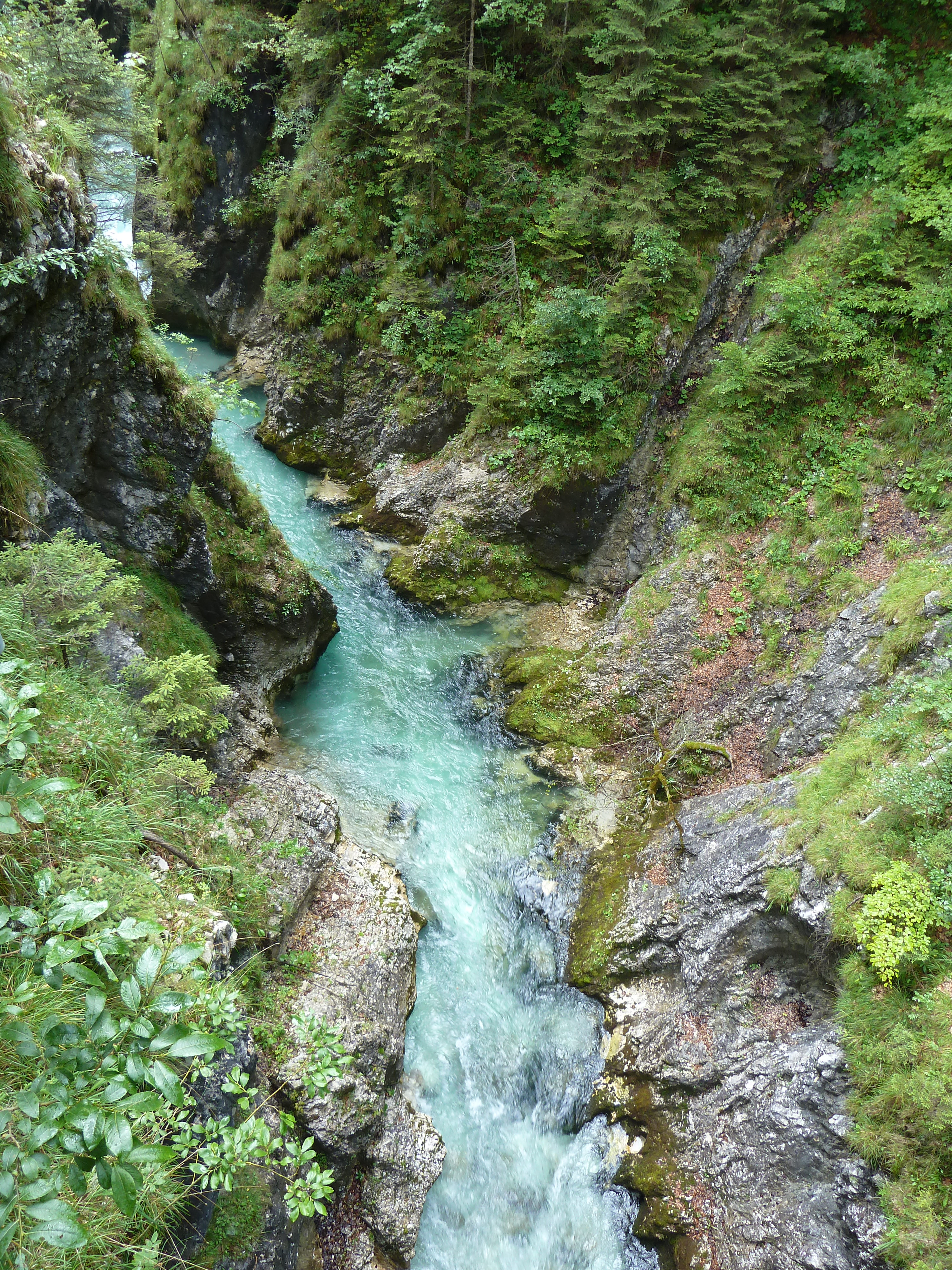
Nahe Eingang Leutasch
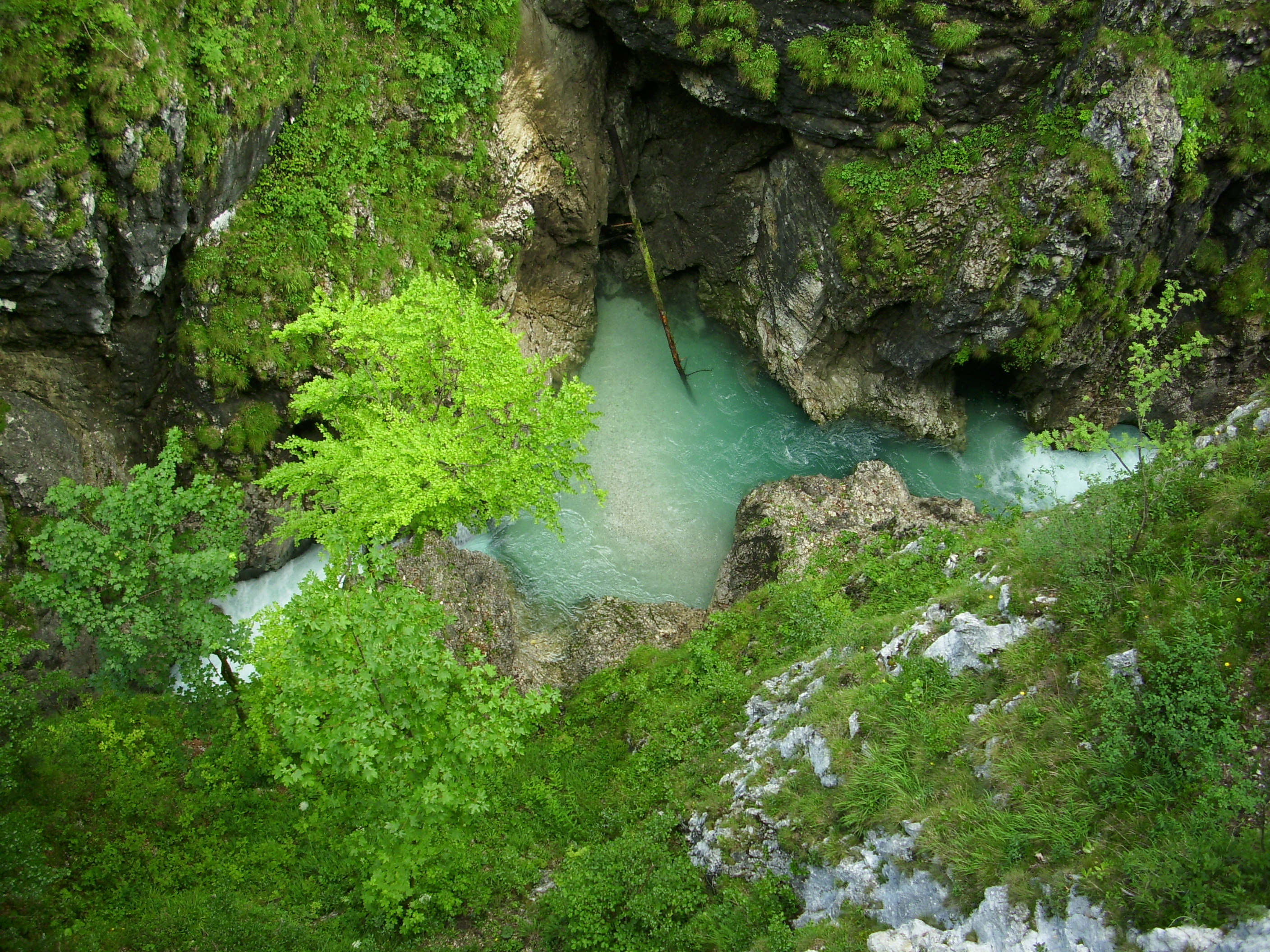
(Bild 5)
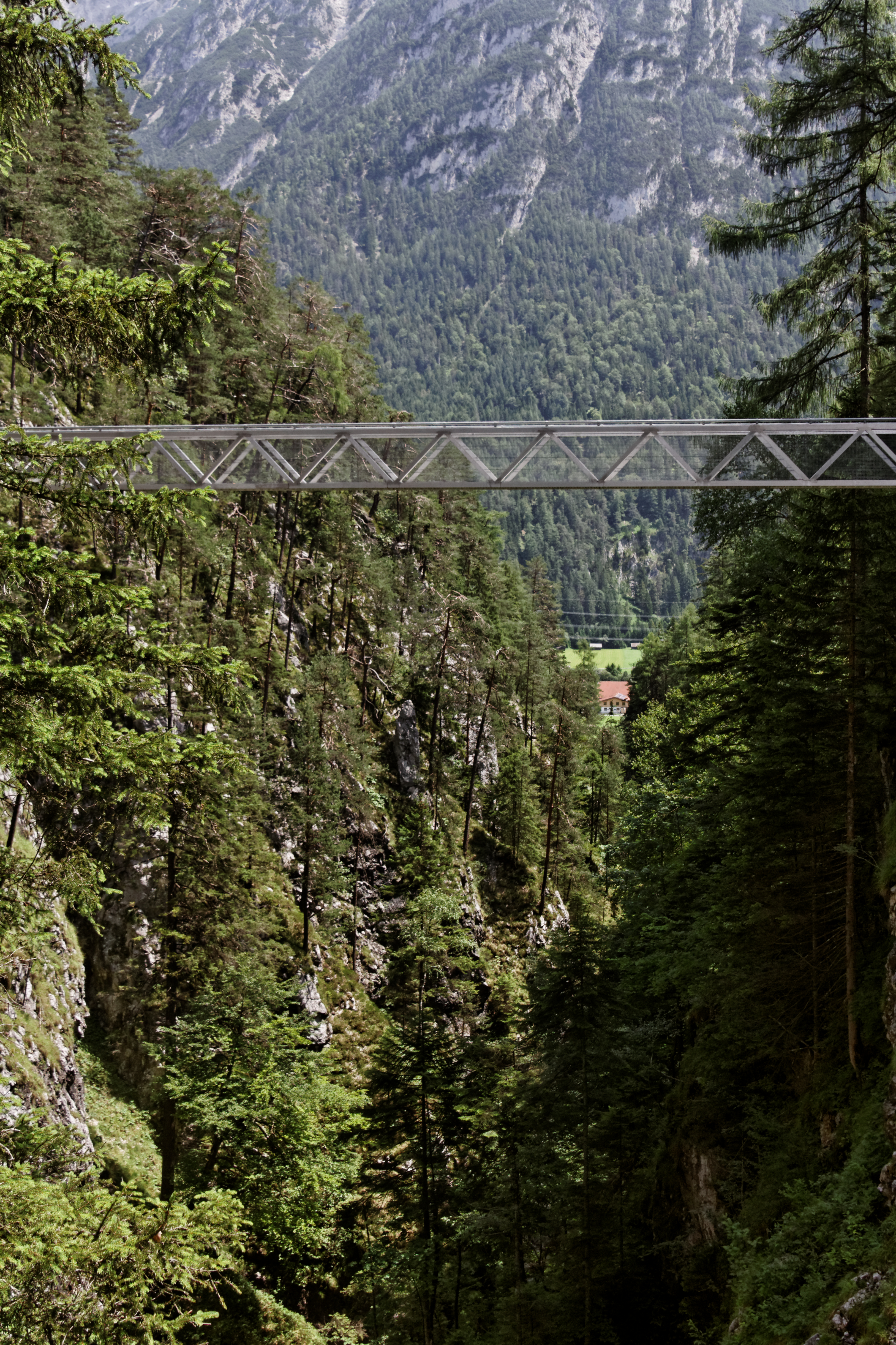
(Bild 6)
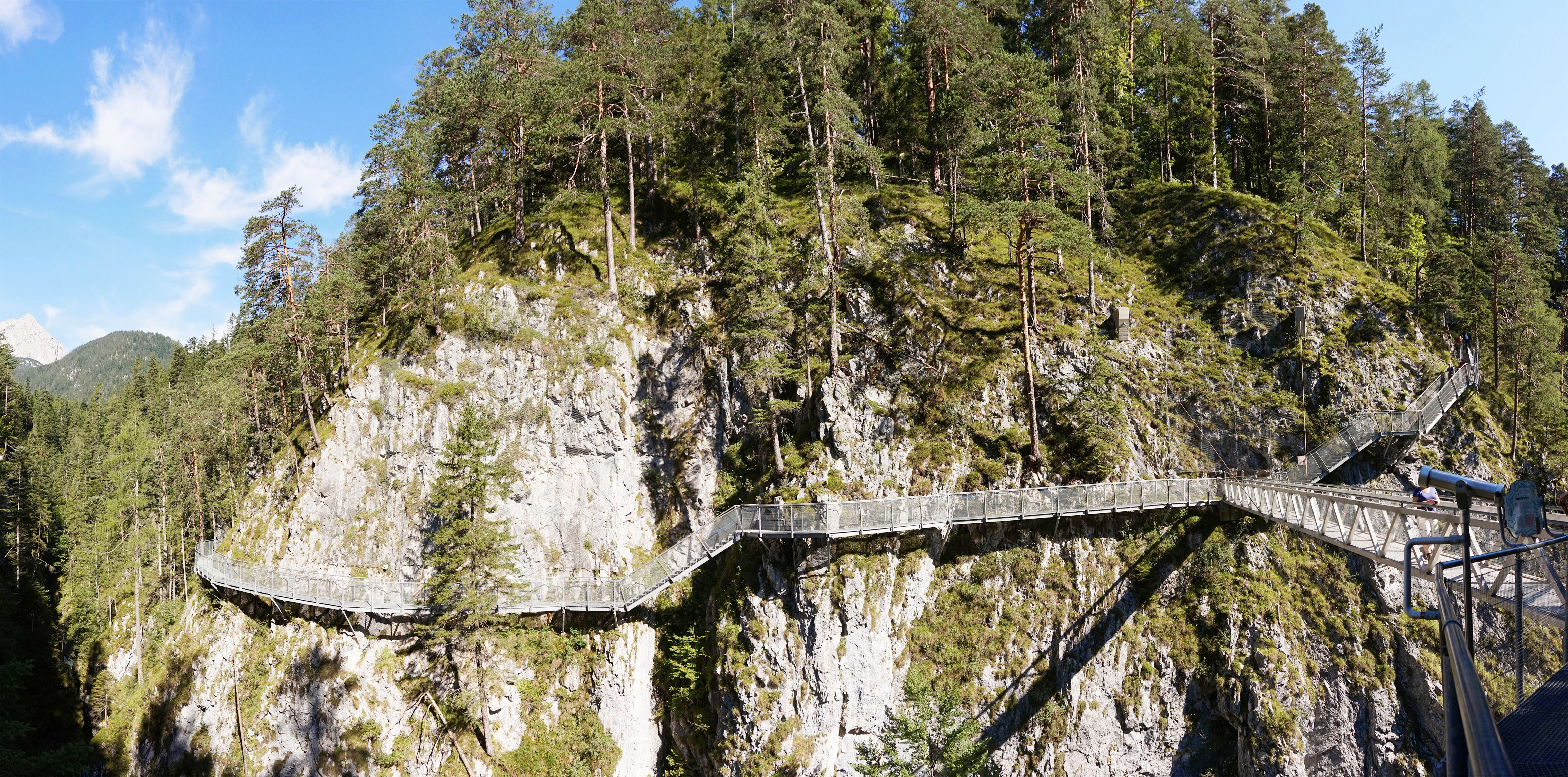
Steg mit Stiegenläufen am Fels, Panoramabrücke über die Klamm, vorne rechts Aussichtsplattform mit Fernrohr, Stahlbau (2017)
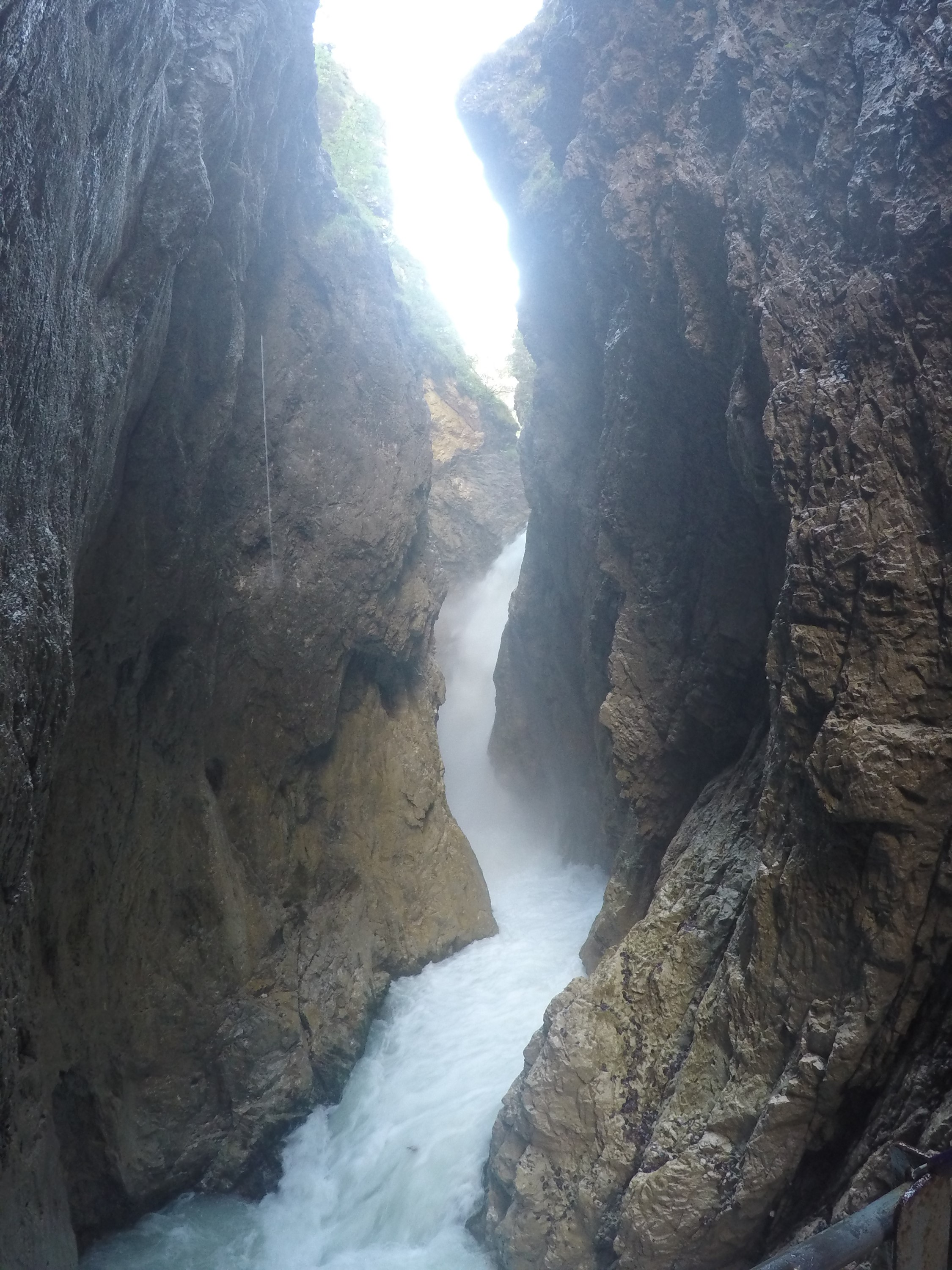
Wasserfall am Ende der Klamm